# Уай Бі Ен Кордей
Кордей Амарі Данстон (1997 року народження), відомий як Кордей — американський репер, співак та письменник.

## Раннє життя та кар'єра
Данстон народився в Ралі, штат Північна Кароліна, але переїхав у Вальдорф, штат Меріленд . Будучи дитиною він захопився музикою, оскільки його батько завжди грав класичний хіп-хоп навколо себе, зокрема таких артистів, як Ракім, Нас, Біг Л та Таліб Квалі. Він почав писати реп коли йому було п'ятнадцять років, але не сприймав це серйозно, оскільки це було лише хобі для нього. Слідуючи впливу, який він отримав від музики, яку слухав його батько, він проводитиме дослідження певних виконавців через YouTube, намагаючись знайти подібну музику та «загубитися» у розділі рекомендованих відео. Він випустив три мікстейпи ще підлітком під назвою «Entender» — «Anxiety» (2014), «I'm So Anxious» (2016) та « I'm So Anonymous» (2017). Він закінчив середню школу в 2015 році і вирішив піти до коледжу в університеті Тоусона, пізніше відмовившись у 2018 році, пояснивши, що коледж «більший за нього» як студент першого курсу, і він в основному робив це для своєї матері. Він незабаром переїхав до Лос-Анджелеса .
Данстон почав серйозно сприймати свою реп-кар'єру на початку 2018 року. Хоча він не випускав з ними жодної музики, він часто бував навколо YBN Nahmir та YBN Allmighty J, відвідуючи Лос-Анджелес, з яким спочатку познайомився через соціальні мережі. Нахмір зацікавився піснею, яку Данстон створив з товаришем-репером та братом Сімбою, і потягнувся до нього. Данстон — єдиний учасник YBN, який не був представлений всім як геймер, оскільки він не сприймає ігри дуже серйозно. Він уже відчував, що він є учасником YBN, згодом він змінив свій псевдонім з Entender на YBN Cordae. Він також заявив, що Entender був ім'ям, яке він завжди хотів змінити, заявивши: "Я завжди був навколо Нахміра і його компанії, вони були для мене наче братами. . . І, я думав, мені потрібно змінити свій нікнейм на Кордей, моє власне ім'я. Я вже був «YBN» без соціальної мітки, ви знаєте, про що я говорю? " Перший сингл, який він назвав своїм «введенням у світ», він випустив у травні 2018 року. Це був ремікс пісні Eminem 1999 року " My Name Is ", яку він випустив разом із музичним відеороликом через WorldStarHipHop на YouTube. Згодом він випустив «Old Ni**as», як відповідь на «1985» Дж. Коула, перед тим як випустити треки Fighting Temptations та Kung Fu відповідно.
Данстон став популярним після інтерв'ю з LA Leakers, де виступив з різними інструментами з популярних пісень, серед яких «Duckworth» Кендріка Ламара, " Esskeetit " Ліла Помпа, та «Da Rockwilder» методу Man & Redman . Його дебютний виступ у прямому ефірі відбувся на щорічному музичному фестивалі Rolling Loud у травні 2018 року, на якому він виступав як з YBN Nahmir, так і з YBN Allmighty J. Він знову виступав з дуетом на XXL Шоу першокурсників 2018 року в Нью-Йорку, після того, як Нахмір був оголошений викликом щорічного класу першокурсників. Далі було оголошено, що Данстон приєднається до Juice Wrld у своєму північноамериканському турі WRLD Domination з травня по вересень 2018 року, разом з Ліл Мосі та Блейком, який пройшов у 28 містах. Незабаром було оголошено, що YBN збирається багатомісячну гастрольну поїздку по Європі. Данстон заявив, що випустить декілька синглів, поки не буде завершено його дебютний проект. 2 серпня 2018 року і Нахмір, і Кордей випустили відео на сингл «Pain Away». 12 серпня YBN Nahmir оголосив, що офіційний YBN Mixtape із зображенням тріо буде випущений 7 вересня 2018 року. 23 серпня 2018 року він випустив музичне відео на свій сингл «Скотті Піппен».
28 січня 2019 року Кордей випустив музичне відео на нову пісню під назвою «Locationships» на своєму каналі YouTube, перш ніж випустити ще одну пісню під назвою «Have Mercy» у березні 2019 року, остання пісня стала головним синглом з його дебютного студійного альбому, The Lost Boy . Пізніше він був названий одним із членів XXL «Класу першокурсників 2019 року» 20 червня 2019 року. Пізніше Кордей випустив «Bad Idea» та «RNP» як другий та третій сингли з альбому відповідно. «Втрачений хлопчик» був випущений 26 липня 2019 року. Альбом приніс YBN Cordae дві номінації на 62-й премії «Греммі» ; Найкращий альбом репу та найкраща пісня репу для синглу «Bad Idea».

## Музичний стиль та впливи
Данстон перераховує Наса, Джей-З, Кід Куді, Каньє Веста, Емінема, Капітала Стіза, Дж. Коула, Біг-Л, Тревіса Скотта та Кендріка Ламара як одних з його найбільших впливів. Незабаром після виходу The Lost Boy він назвав п'ятірку своїх улюблених реперів (не в певному порядку) як Jay-Z, Nas, 2Pac, The Notorious BIG та Big L. Він неодноразово заявляв, що через його музичний фон та розуміння як старого хіп-хопу, так і нового він може бути тим, хто з'єднає ці покоління.
Журнал «Повага» повторив, що Данстон випередив свій час, що стосується репу, заявивши: "Він є сумішшю старої та нової школи, а подача та сприйняття його музики відриває від нового покоління реперів у ці дні . Ми чітко розуміємо це в його музичних відеороликах до «Old N * ggas», «My Name Is» та «Kung Fu», які мають понад 5 мільйонів переглядів на YouTube. Він щодня вибудовує для себе міцну фан-базу, і даючи світові знати, що його рими випереджають його час. Проте йому потрібно випустити проект, який це підтверджує.
Revolt TV пояснив: "Завжди знайдуться артисти, які йдуть проти системи і встигають породжувати не буденну, не звичну розмову. YBN Cordae — це результат ідеальних термінів, потреби у змінах та спроможності подолати розрив між естетикою та талантом. Він є Гоханом колективу YBN, видається ввічливим, але виявляє «майстерність» над словами, які, мабуть, суперечать вірі старших «хіп-хоперів» про його вікову групу. Поки не видно, чи його талант заслуговує на хвалу, яку він отримує ".

## Особисте життя
Данстон брав участь у акції протесту Black Lives Matter у 2016 році, виступаючи серед натовпу про боротьбу, з якою він стикався, та проблеми, які він помічав у своїй громаді. Перш ніж вийти з коледжу, він працював у місцевій п'ятниці TGI у штаті Меріленд, пояснюючи Адаму22 з No Jumper, що він «ненавидів» це і що він завжди знав, що йому судилося більше. В даний час він зустрічається з гаїтянсько-японською тенісисткою Наомі Осакою .

## Дискографія

### Студійні альбоми
| Назва              | Деталі альбому                                                                                               | Пікові позиції діаграми | Пікові позиції діаграми | Пікові позиції діаграми |
| Назва              | Деталі альбому                                                                                               | НАС </br>               | AUS </br>               | Велика Британія </br>   |
| ------------------ | --- | ----------------------- | ----------------------- | ----------------------- |
| Загублений хлопчик | - Дата виходу: 26 липня 2019 р. - Мітка: Atlantic, YBN - Формати: цифрове завантаження, потокове передавання | 13                      | 27                      | 85                      |

### Мікстейпи
| Назва                                                          | Деталі                                                                                              | Пікові позиції діаграми | Пікові позиції діаграми | Пікові позиції діаграми | Сертифікація   |
| Назва                                                          | Деталі                                                                                              | НАС                     | США R & B / HH          | НАС Реп                 | Сертифікація   |
| -------------------------------------------------------------- | --------------------------------------------------------------------------------------------------- | ----------------------- | ----------------------- | ----------------------- | -------------- |
| Тривога </br> (як Entender)                                    | - Дата виходу: 22 червня 2014 р. - Мітка: Самовивільнена - Формат: завантаження в цифровому форматі | -                       | -                       | -                       | -              |
| Я такий тривожний </br> (як Entender)                          | - Дата виходу: 7 серпня 2016 р. - Мітка: Самовивільнена - Формат: завантаження в цифровому форматі  | -                       | -                       | -                       | -              |
| Я такий анонімний </br> (як Entender)                          | - Дата виходу: 15 серпня 2017 р. - Мітка: Самовивільнена - Формат: завантаження в цифровому форматі | -                       | -                       | -                       | -              |
| YBN: The Mixtape </br> (з YBN Всемогутним Джеєм та YBN Nahmir) | - Випущено: 7 вересня 2018 року - Мітка: YBN - Формати: цифрове завантаження                        | 21                      | 13                      | 12                      | - RIAA: Золото |

### Сингли

#### Як головний музикант
| Назва                                           | Рік              | Альбом                          |                  |          |
| ----------------------------------------------- | ---------------- | ------------------------------- | ---------------- | -------- |
| Назва                                           | Рік              | Альбом                          | «Старі N * ggas» | 2018 рік |
| «Kung Fu»                                       | YBN: The Mixtape |                                 |                  | 2018 рік |
| «Alaska (Scotty Pippen)»                        | YBN: The Mixtape |                                 |                  | 2018 рік |
| «Locationships»                                 | 2019             |                                 |                  |          |
| «Have Mercy»                                    | 2019             | The Lost Boy                    |                  |          |
| «Bad Idea» (featuring Chance the Rapper)        | 2019             | The Lost Boy                    |                  |          |
| «RNP» (featuring Anderson Paak)                 | 2019             | The Lost Boy                    |                  |          |
| «Mama / Show Love» (Logic featuring YBN Cordae) | 2019             | Confessions of a Dangerous Mind |                  |          |